# Johann Caspar Seyfert
Pour les articles homonymes, voir Seyfert.
Johann Caspar Seyfert (Augsbourg, 1697 – Augsbourg, 26 mai 1767) est un compositeur, violoniste et luthiste allemand.
Il est directeur de la musique à Augsbourg. En 1746, il publie un quatrième volume à la Augsburger Tafel-Confect, que Valentin Rathgeber avait publié en 1733, 1737 et 1739. Le titre abrégé étant : Ohren-vergnügendes und Gemüth-ergötzendes Tafel-Confect (Confiserie de table d'Augsbourg, courte Confiserie de table, donne du plaisir aux oreilles et agréable à l'âme), une collection de mélodies destinées à être exécutées au dessert, alors qu'un Tafelmusik est réalisé lors du plat principal.
Son fils, Johann Gottfried Seyfert (1731-1772) était aussi un compositeur bien connu d'œuvres de musique de chambre, sonates pour piano, des oratorios et vingt symphonies.